# Fleckvieh

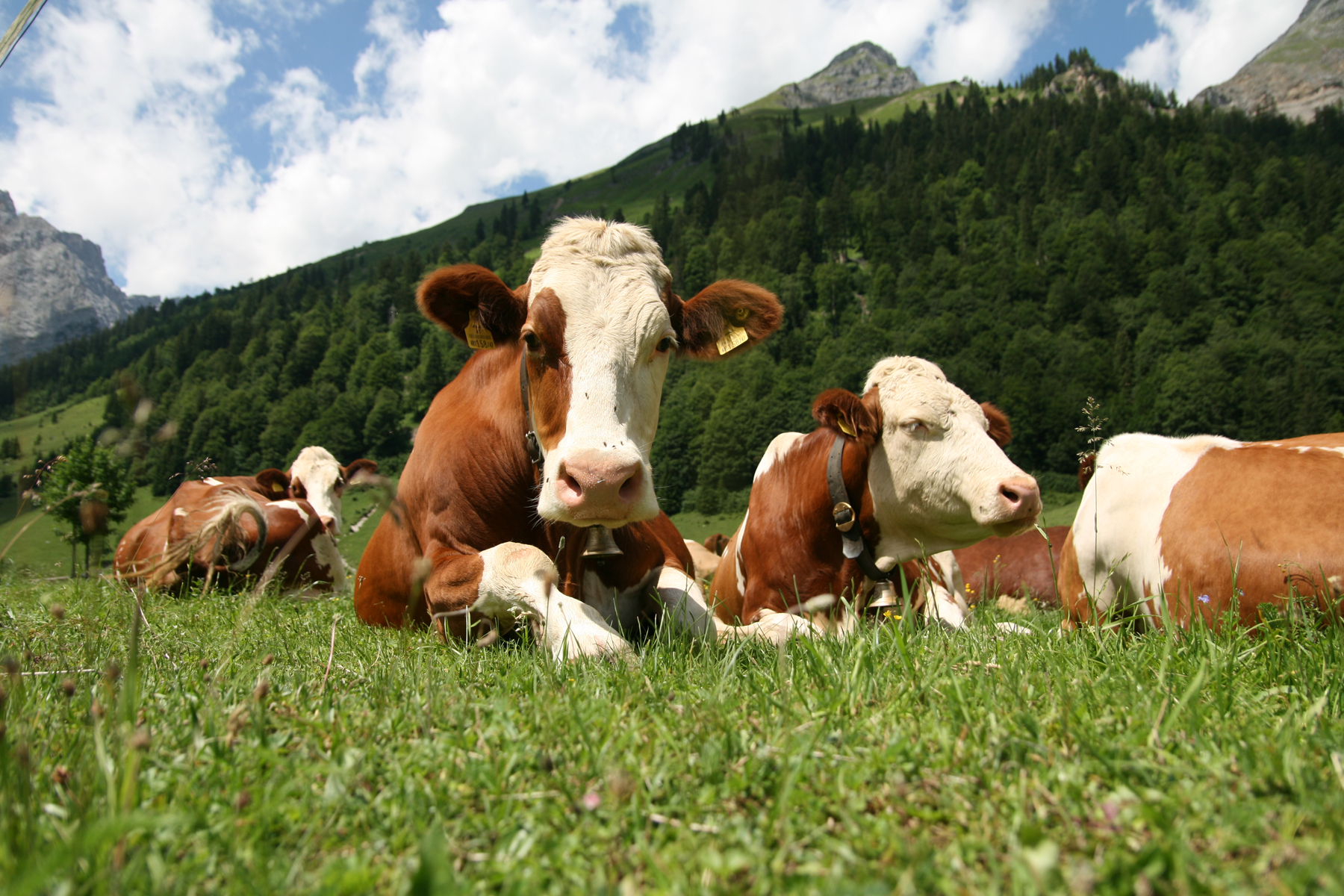
Simmentaler Fleckvieh

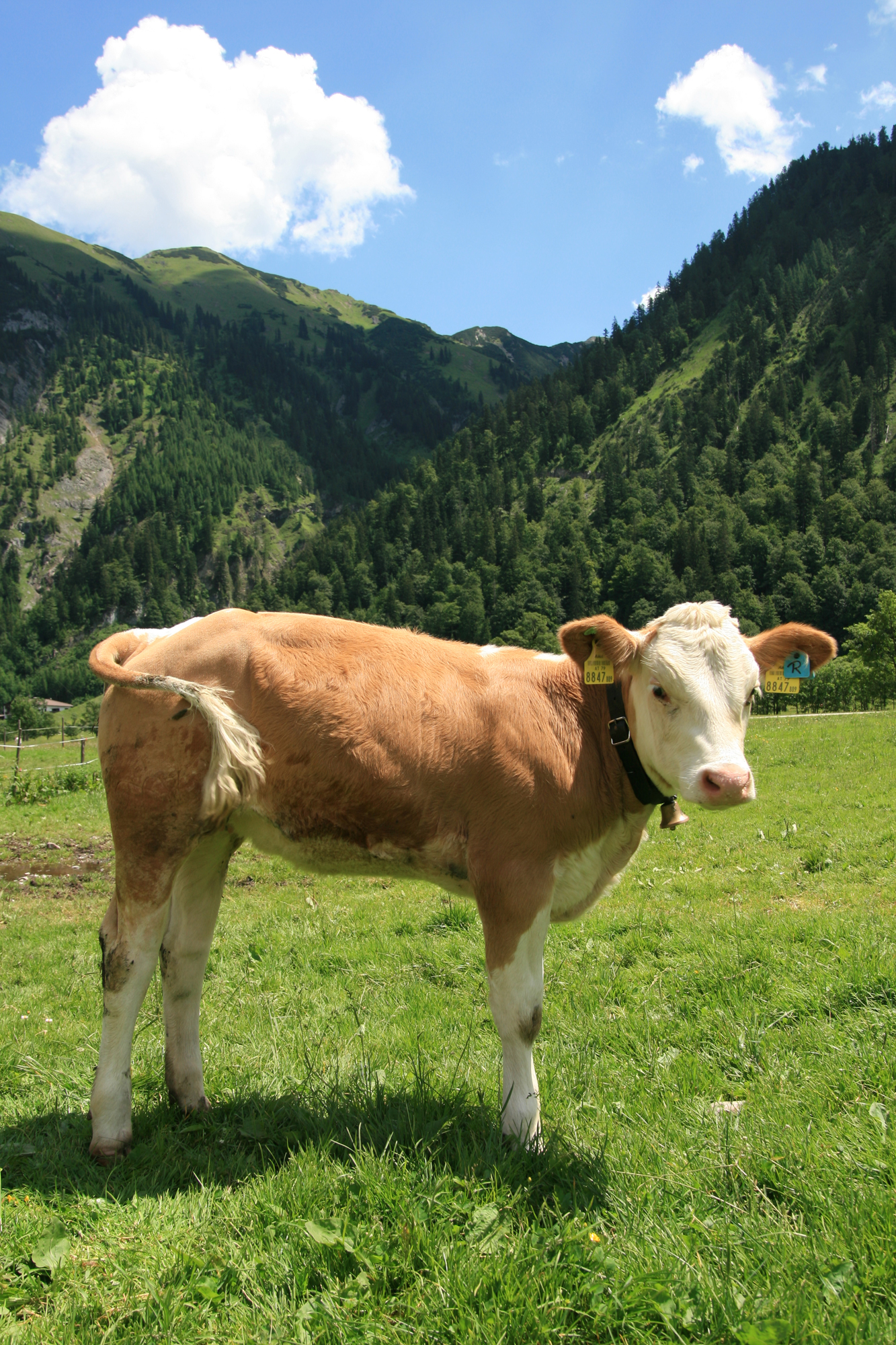
Kalb

Das Fleckvieh, auch Simmentaler oder Simmentaler Fleckvieh genannt, ist der Oberbegriff für verschiedene, oft zufällige Kreuzungen aus verschiedenen Hausrindrassen, mit einem Mindestanteil an Red-Holstein-Rind. 
In Deutschland beträgt dieser Anteil 12,5 %. Die Benennung ist jedoch in der Schweiz unterschiedlich zu der in Deutschland und Österreich, wo Fleckvieh und Simmentaler bzw. Simmentaler Fleckvieh synonym verwendet werden. In der Schweiz dagegen bezeichnet man als Simmentaler Tiere, die weniger als 12,5 % Red-Holstein-Vorfahren besitzen, während mit dem Begriff Swiss Fleckvieh bis 1. Juli 2008 Tiere bezeichnet wurden, die zwischen 12,5 und 75 % Red-Holstein-Vorfahren haben. Ab 1. Juli 2008 wurde die sogenannte Blutgrenze zur Abgrenzung gegenüber Red Holstein auf 87 % erhöht. Zudem soll Swiss Fleckvieh zu einer eigenständigen Rasse werden. Allerdings führt auch das Fleckvieh in Deutschland und in Österreich einen gewissen Anteil an Red-Holstein-Blut.
Fleckvieh ist eine sogenannte Zweinutzungsrasse, bei der die Milch- und die Fleischleistung gleichermaßen eine sehr große Rolle spielen. Die Rasse geht auf Hausrinder im Simmental im Berner Oberland zurück, das bereits im Mittelalter für seine großwüchsigen und gescheckten Rinder bekannt war.

## Rassekennzeichen
Gemeinsam sind allen Tieren dieser Rasse der weiße Kopf, gelegentlich mit Augen- oder Backenflecken, weiße Beine, der weiße Unterbauch und die weiße Schwanzquaste.
Die Erbanlagen für diese Merkmale werden dominant vererbt. Das restliche Fell kann in Farbabstufungen von Hellgelb bis dunklem Rotbraun auftreten, ebenso ist der Anteil von weißen Flecken sehr variabel.
Ebenso rassetypisch sind das breite, unpigmentierte Flotzmaul und die breite Stirn der Rinder. Die Rasse weist an der Halsunterseite eine ausgeprägte Wamme auf. Die Hörner sind hell, mit leicht nach außen und oben gebogenen gelblichen Spitzen.
Die Tiere sind mittelgroß bis groß. Die Widerristhöhe liegt bei Stieren bei 150 bis 158 und die für Kühe bei 138 bis 142 Zentimeter. Die Kühe wiegen ca. 600–800 kg, Stiere ca. 1100–1300 kg. Die Tageszunahmen bei den Bullen liegen zwischen 1200 und 1500 Gramm.

## Kritik
Die Bezeichnung Simmentaler Rind wird oft wie ein Qualitätsprädikat in der Werbung diverser Supermärkte verwendet. Da nur ein sehr geringer Teil des Rindes von einer bestimmten Rasse stammen muss (nur zu 12,5 %, siehe Einleitung) handelt es sich in Wahrheit jedoch um Mischvieh. Abgesehen von der Haltungsqualität bestimmt vor allem die Rasse die Qualitätseigenschaften des Fleisches. Da das Simmentaler Rind jedoch ein Mischrind ist, ist die Qualität des Produkts für den Endverbraucher nicht transparent.
Im Kern wird alles, was an Rindfleisch anfällt und nicht höherwertig kategorisiert werden kann, weil es z. B. einen besonders hohen Anteil einer zur Fleischzucht gedachten Rasse enthält, als Simmentaler Rind bezeichnet. Dabei werden seltenst zum Verbessern der Fleischqualität gedachte Reifungsverfahren des Fleisches angewendet, sondern so gut wie alles an Fleisch nass gereift, was vorrangig der Haltbarkeitsdauer dient, nicht der Qualität.

## Zuchtrichtungen

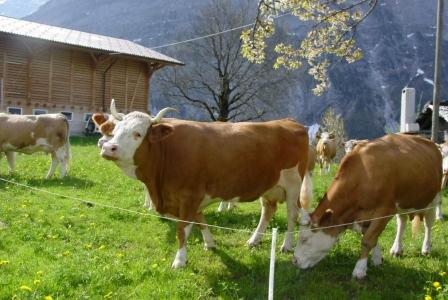
Simmentaler Kühe auf der Weide

### Fleckvieh in der Doppelnutzung
Als eine der wichtigsten Rinderrassen in Deutschland wird das Fleckvieh als Zweinutzungsrind gehalten. Die Zuchttiere werden nach Milch und Fleischleistung selektiert. Beides befindet sich auf sehr hohem Niveau, die Fleischleistung ist wesentlich besser als bei der Einnutzungsrasse Holstein-Rind. Zur Verbesserung der Milchleistung wird aber teilweise Red Holstein eingekreuzt.
Milchleistungsprüfung Deutschland 2008:
im Schnitt 6.806 kg Milch, 4,14 % Fett, 3,48 % Proteine
Zuchtziel: 7.000 bis 8.000 kg Milch; 4,00 % Fett; 3,70 % Proteine
1993 wurde nach einer umfassenden Analyse der Neugestaltung der EG-Agrarpolitik mit Preissenkungsbeschlüssen für Milch und Rindfleisch ein Zuchtziel festgelegt, das ein Zweinutzungsrind mit durchschnittlich 7000 kg Milch bei 3,9 % Fett und 3,7 % Proteine sowie Tageszunahmen bei Jungbullen von über 1300 g und 60 % Schlachtausbeute vorsah. Ausgewachsene Kühe sollten 138–142 cm Widerristhöhe haben und 750 kg wiegen. Es wurde empfohlen, die absehbare Größenentwicklung zu bremsen. Es wurde Wert auf Körperbau und Eutermerkmale gelegt. Zuchtleistung, Gesundheit und Futteraufnahme wurden noch als zweitrangig eingestuft.
Ende 2006 wurde das Zuchtziel erneut angepasst. Es wurde die Zielvorstellung von Fewson (1993) zugrunde gelegt: „Züchtung von vitalen Tieren, die unter künftigen Produktionsbedingungen einen höchstmöglichen Gewinn garantieren“. Damit wurde mehr Gewicht auf die Zucht gesunder Tiere und die Einkommenssicherung der Tierhalter gelegt. Milch : Fleisch : Fitness werden mit 38 : 17: 45 gewichtet und das Exterieur einzeln betrachtet.
Schon jetzt erreichen einzelne Fleckviehkühe Leistungen in 305 Tagen von 10.000 kg und mehr. Einzelne Betriebe in der Schweiz erreichen sogar im Schnitt Leistungen gegen 10.000 kg Milch pro Jahr.
In Deutschland geht man bei der behornt wie unbehornt vorkommenden Rasse Fleckvieh mit dem Rasseschlüssel 11 im Jahre 2018 bei männlichen Tieren von einer Risthöhe von 150–160 cm und einem Gewicht von 1200 kg (Zunahme täglich 1300 g) und bei weiblichen Tieren bei einer Risthöhe von 140–145 cm und einem Gewicht von 800 kg von einer Milchleistung von jährlich 7500 kg aus. In Deutschland lag der Bestand 2018 bei 743.702 weiblichen und 3.060 männlichen Tieren.

### Fleisch-Fleckvieh (Beef Simmentaler)

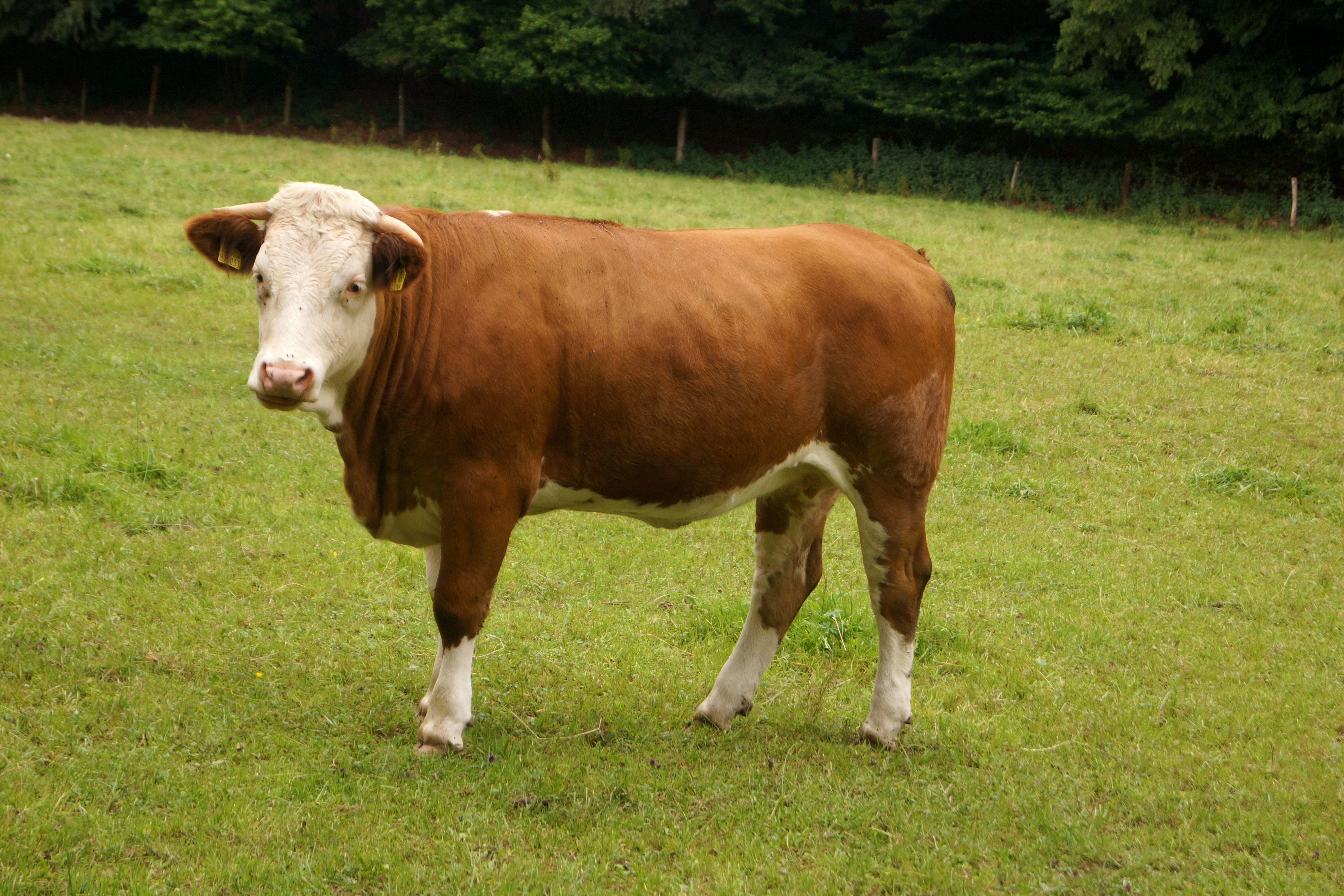
Fleckvieh-Rind zur Mast auf einer Weide in der Rhön

Die Verwendung dieser Hausrindrasse als Zweinutzungsrasse ist nur für Mitteleuropa typisch. Weltweit hat diese Rinderrasse vor allem in der Fleischproduktion eine große Bedeutung. Der Milchreichtum der Mütter stellt eine sehr gute Basis für die Zucht als reine Fleischrasse dar. Das Erstkalbealter der Kühe liegt bei 30 Monaten.
Mastbullen nehmen täglich ca. 1.300 Gramm zu. Die Schlachtausbeute liegt bei ca. 63 Prozent. Das Fleisch ist mager und ist daher nur im Billigpreissegment zu finden.
Rassekennzeichen des Fleckvieh Fleischnutzung:
- hoher Anteil wertvoller Fleischteile
- gute Milchleistung
- hohe Absetzgewichte

### Genetisch hornloses Fleckvieh
Derzeit hauptsächlich nur in der Fleischrinderhaltung von Bedeutung, sind erste genetisch hornlose Tiere auch im Zweinutzungstyp vorhanden. Sie eignen sich sehr gut für Laufstall- und Gruppenhaltung. Die Verletzungsgefahr untereinander und für den Menschen wird minimiert.

### Fleckvieh-Simmental (Deutschland)

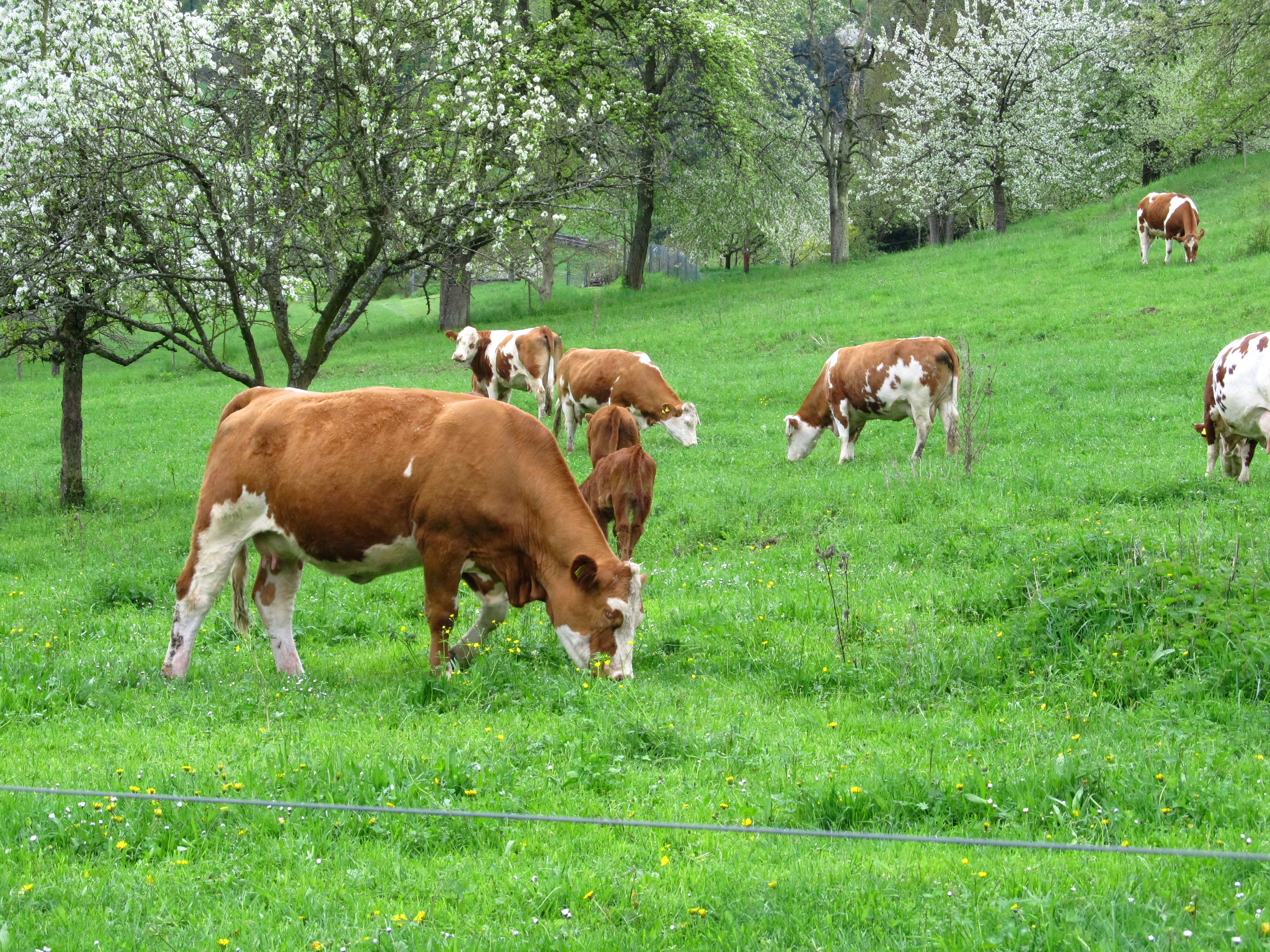
Viehweide mit Fleckvieh in Maisbach (Nußloch)

In Deutschland ist dem Fleckvieh-Simmental ein eigener Rasseschlüssel 66 zugewiesen. Diese Rasse gilt als Einnutzungsrasse mit typischem Merkmal bzw. Zuchtziel als Fleischrind mit einer täglichen Zunahme von 1650 g bei einer Risthöhe der männlichen Tiere von 150–160 cm und einer Masse von 1200 kg. Der Bestand stagniert bei etwa 11.000 Zuchttieren.

## Ursprung

### Urheimat
Die Urheimat dieser Rinderrasse ist vermutlich das Berner Oberland (Simmental). Das Simmentaler Fleckvieh ist aus verschiedenen lokalen Schlägen entstanden. Wichtigste Schläge waren der große Saanenschlag und das leichtere Frutigvieh. Sicher ist, dass das Simmentaler Fleckvieh seit mindestens 1400 Jahren in der Westschweiz gezüchtet worden ist. Das Simmentaler Fleckvieh war ähnlich eng mit der heute ausgestorbenen Freiburgerrasse verwandt, wie die Red-Holstein und Holsteinrasse. Die rotbunte Simmentaler Kuh unterschied sich von der Freiburgerkuh durch den von beiden Eltern vererbten rezessiven Rotfaktor, der dadurch zum phänotypisch rotbunten Erscheinungsbild führte.

### Anfänge der Zucht in Deutschland

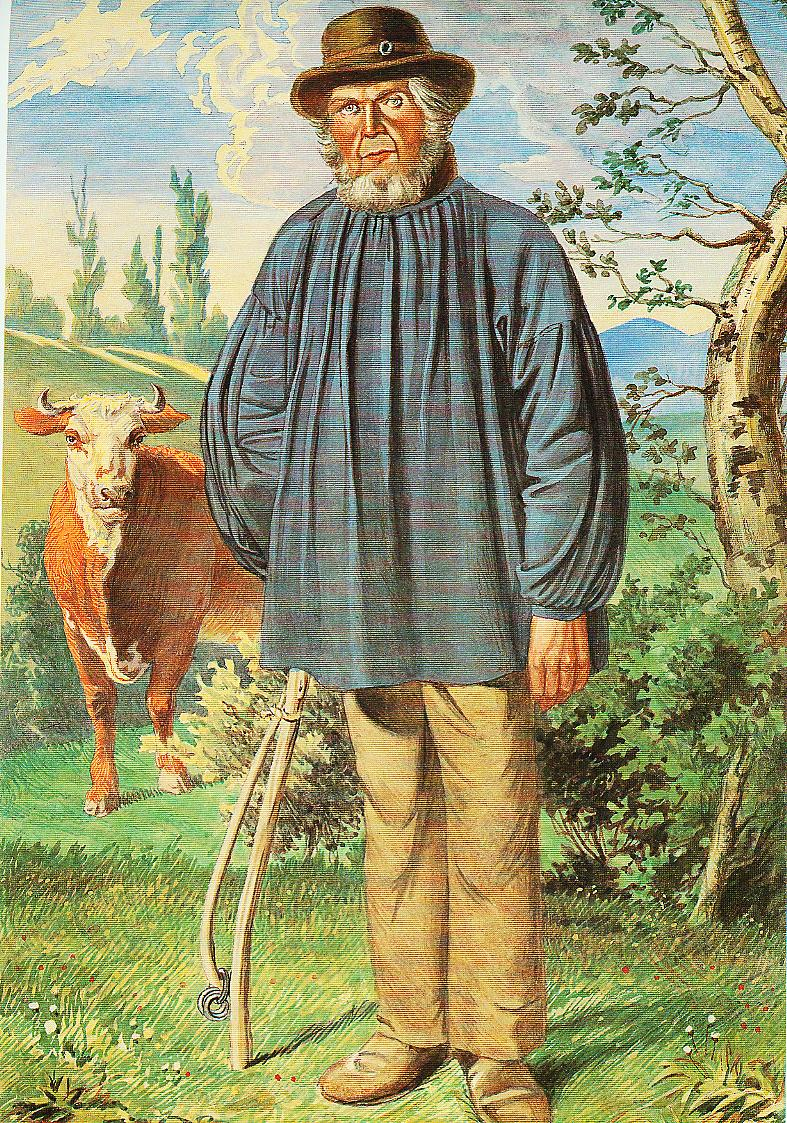
Hülshof, Mittelhessen, Kuhhirte mit „Ringelstecken“ und Simmentaler Kuh, Aquarell Ferdinand Justi 1881

Ab 1835 wurde das Fleckvieh zielbewusst aus dem Simmental nach Deutschland importiert. Vier Stellen begannen etwa gleichzeitig mit der Reinzucht des Fleckviehs: Hohenheim und Meßkirch in Baden-Württemberg sowie Miesbach, Bayreuth in Bayern und in Hessen z. B. Hülshof. Heute sind die Züchter in der Deutschen Gesellschaft für Züchtungskunde organisiert.

### Anfänge der Zucht in Österreich
Etwa um 1830 wurden die ersten Simmentaler in Österreich sowohl zur Milchproduktion als auch Zugtiere eingesetzt. Diese Rasse wurde mit lokalen Rassen wie mit Weißkopfschecken, Rotscheckenvieh, Ennstaler Bergschecken, Welser Schecken, Innviertler Schecken und Pustertaler Schecken, Oberinntaler, Unterinntaler oder Zillertaler zum Fleckvieh eingekreuzt. In Österreich wurde das Fleckvieh in das Register der Traditionellen Lebensmittel aufgenommen.

## Verbreitung
Die Fleckvieh (Simmental-Rasse) ist heute auf allen Kontinenten zuhause. Mit weltweit rund 41 Millionen Tieren ist sie eine der bedeutendsten Rinderpopulationen.

### Fleckvieh – Doppelnutzung
| Land             | Anzahl Tiere (1996) | Anteil am Gesamtrinderbestand |
| ---------------- | ------------------- | ----------------------------- |
| Deutschland      | 4.400.000           | 28 %                          |
| Österreich       | 2.100.000           | 80 %                          |
| Schweiz          | 800.000             | 44 %                          |
| Frankreich       | 1.650.000           | 9 %                           |
| Italien          | 320.000             | 5 %                           |
| Tschechien       | 1.200.000           | 60 %                          |
| Slowakei         | 400.000             | 45 %                          |
| Slowenien        | 272.000             | 57 %                          |
| China            | 12.000.000          | 15 %                          |
| Russland und GUS | 16.000.000          | 24 %                          |
| sonstige         | 125.000             |                               |

### Fleckvieh Fleischnutzung
Eine Haltung dieser Hausrindrasse vor allem zur Fleischproduktion findet unter anderem in Großbritannien, Dänemark, Schweden, USA, Kanada, Argentinien, Brasilien, Mexiko, Südafrika, Namibia, Simbabwe, Australien und Neuseeland statt.